# Триффид
Триффиды (англ. triffid от trifid — «трехчастный») — вымышленные хищные шагающие растения из романа Джона Уиндема «День триффидов» (1951) и снятых по этому роману фильмов. Эти растения способны перемещаться на трёх корнях-«ногах».

## Происхождение
Согласно некоторым вариантам романа, триффиды были созданы (или открыты) в Советском Союзе (на Камчатке в районе Елизово) группой учёных под руководством Трофима Лысенко. Дальнейшее распространение триффидов по миру связано с личностью Умберто Палангеца, который хотел обогатиться за счёт ценных свойств этих монстров, продав их семена компании, ранее специализировавшейся на рыбьих жирах. Однако его самолёт был сбит советскими истребителями над Тихим океаном при попытке скрыться от погони. В результате чего всхожие семена попали в атмосферу и разнеслись ветром по всей планете.

## Описание

#### Внешний вид
В романе «День триффидов» описывается внешний вид триффидов. Их окрас тёмный, высота взрослой особи не превышает 3 метров; в пределах примерно такого же расстояния она способна поразить движущуюся цель ударом стебля-жала с ядовитым наконечником. Триффиды слепы, но обладают тончайшим слухом, благодаря чему способны поразить человека в незащищённую часть тела, ориентируясь лишь на звук его шагов.

#### Интеллект
Уолтеру Лакнору удалось доказать наличие у них интеллекта, но он не смог найти прямых аналогий между издаваемыми ими звуками, напоминающими непрерывный негромкий стук, и речью, хотя имел на этот счёт «очень скверные подозрения».

#### Питание
Триффиды имеют универсальную систему питания — способны существовать как обычные растения, укореняясь в земле, или кормиться насекомыми, но предпочитают полуразложившееся мясо.
До достижения зрелости питаются исключительно традиционным для растений способом. Способность к активному хищничеству приобретают примерно через год, тогда же начинают передвигаться. В целях безопасности производилось урезание жала, однако повсеместную его практику прекратили после того, как Ланкор открыл ухудшение свойств масла и сока урезанных триффидов по сравнению с неурезанными. Новое жало отрастало 1 раз в два года.

#### Размножение
Однодомны, многолетние; способ опыления не ясен; семена маленькие и лёгкие, легко переносятся по воздуху, 95 процентов из них невсхожи, созревают в специальном резервуаре, который по окончании созревания лопается.

#### Ценность
Тёртый стебель можно употреблять в пищу, однако он считается кормом для скота.
Ценность представляло триффидное масло, которое благодаря своим качествам превосходило все иные масла растительного и животного происхождения.

## Появления

### Книги
- 1951 год — «День триффидов».
- 2001 год — «Ночь триффидов»

### Радио
- 1957 год — «День триффидов».
- 1968 год — «День триффидов».

### Кино
- 1963 год — «День триффидов».
- 1981 год — «День триффидов».
- 2009 год — «День триффидов».